# Miracle (álbum de BoA)
Miracle é o segundo álbum de compilação (comercializado como "álbum 2.5" ou "álbum especial") da cantora sul-coreana BoA, lançado em 24 de setembro de 2002. O álbum contém versões em coreano das canções japonesas lançadas pela cantora em 2002. A faixa "Every Heart" foi lançada primeiramente no Japão e foi usada como música tema de encerramento do anime Inuyasha.

## Desempenho comercial
Miracle estreou na quarta posição da tabela mensal MIAK em setembro de 2002, vendendo 129.210 cópias em uma semana. Na tabela de fim de ano de 2002, configurou-se na 17ª colocação, vendendo 265.360 cópias na Coreia do Sul.

## Promoção
Após o lançamento do álbum, BoA promoveu o single "Valenti" em programas musicais sul-coreanos, posteriormente vencendo o prêmio de primeiro lugar do Inkigayo em 10 de novembro de 2002.

## Lista de faixas
| N.º            | Título                                   | Duração |  |
| 1.             | "Destiny" (기적)                         | 4:18    |  |
| 2.             | "Every Heart"                            | 4:32    |  |
| 3.             | "Valenti"                                | 3:32    |  |
| 4.             | "Feelings Deep Inside" (마음은 전해진다) | 4:24    |  |
| 5.             | "Share Your Heart (With Me)"             | 4:34    |  |
| 6.             | "Happiness"                              | 4:35    |  |
| 7.             | "Snow White"                             | 4:22    |  |
| 8.             | "Nobody But You"                         | 4:10    |  |
| 9.             | "Next Step"                              | 4:56    |  |
| 10.            | "Nothing's Gonna Change"                 | 5:20    |  |
| 11.            | "Listen to My Heart" (faixa bônus)       | 3:55    |  |
| Duração total: | Duração total:                           | 48:38   |  |

## Tabelas musicais

### Tabelas mensais
| Tabelas musicais (2002) | Melhor posição |
| ----------------------- | -------------- |
| Coreia do Sul (RIAK)    | 4              |